# SEA Today
SEA Today (Southeast Asia Today) – indonezyjska stacja telewizyjna o charakterze informacyjnym, emitująca treści w języku angielskim. Jej właścicielem jest Telkom Indonesia. Została uruchomiona w 2020 roku.